# Johannes Fog
Johannes Fog A/S er en dansk byggemarkedskæde med 10 butikker i Storkøbenhavn og på Sjælland. Hovedkvarteret og ankerbutikken er på Firskovvej i Kongens Lyngby. Virksomheden ejes af Tømmerhandler Johannes Fogs Fond og blev etableret i 1992. I 2023 havde Johannes Fog ca. 379 ansatte. Johannes Fog A/S omsatte for 1,1 mia kroner i 2023. Den blev en del af XL-Byg i 2025.